# 阿利馬河

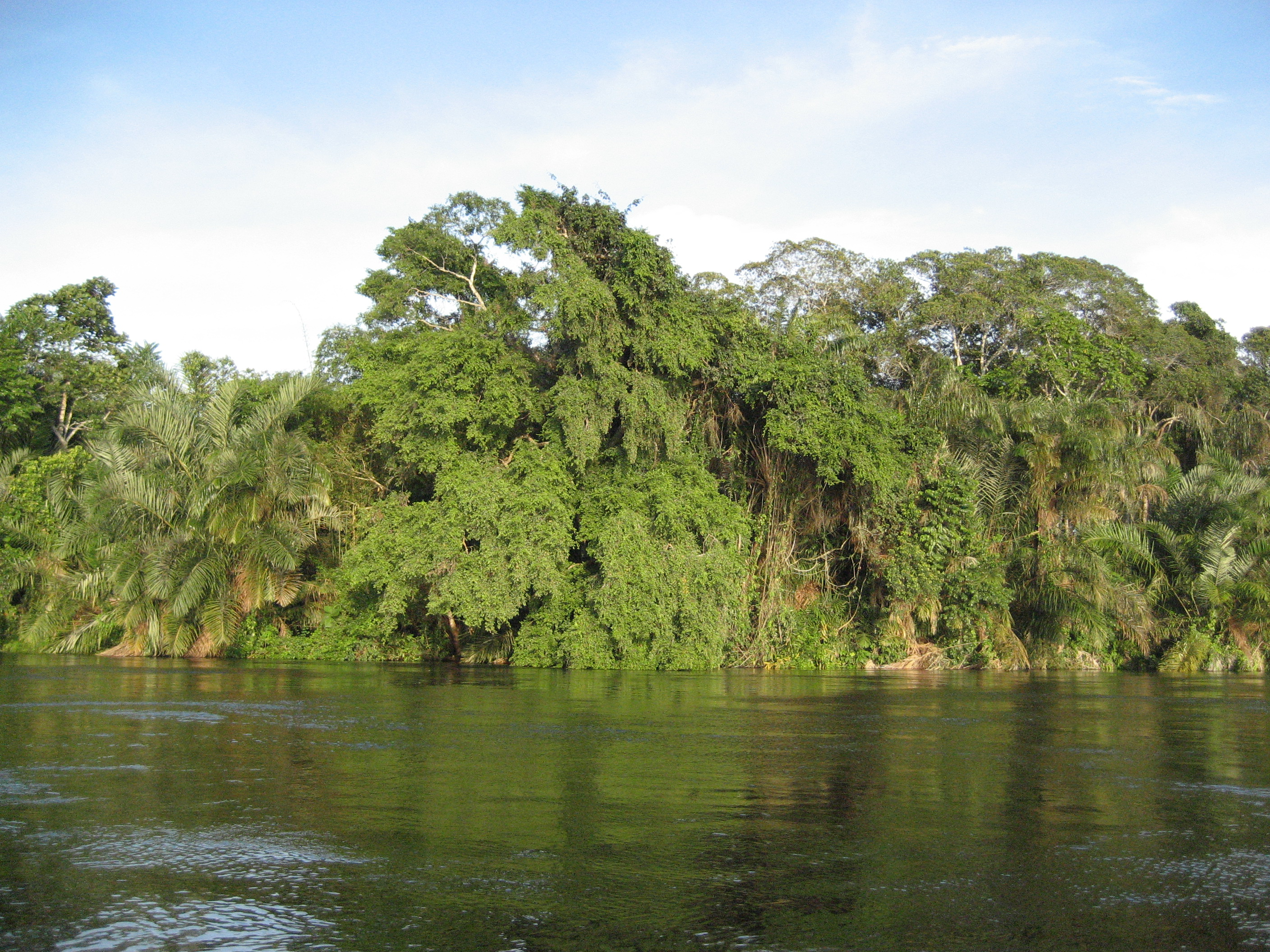

阿利馬河（Alima）是剛果共和國的河流，屬於剛果河的右支流，位於該國中部盆地省，河道全長約500公里，河畔城鎮有奧科約、本吉和奧約。